# Ľ
Ľ (minúscula ľ) es un grafema que se encuentra oficialmente en el alfabeto eslovaco y en algunas versiones del alfabeto latino ucraniano . Es una L con un caron, normalmente es ˇ pero se simplifica para parecerse a un apóstrofe con L, y se pronuncia como una aproximante lateral palatal [ʎ], similar a la pronunciación de "ll" en el español andino, paraguayo y al de algunas áreas del castellano del centro y norte de España.

## Eslovaco
Algunos ejemplos:
- podnikateľ : "empresario"; skladateľ : "compositor"; bádateľ : "investigador"
- ľalia : " Lilium "; ľan : " lino "; ľuľkovec zlomocný : " Atropa belladonna "
- ľad : "hielo"; ľadovec : "iceberg"
- Poľana, cadena montañosa en Eslovaquia central; Sečovská Poľanka, nombre histórico de la aldea Sečovská Polianka en el este de Eslovaquia utilizado desde 1920 hasta 1948
- Ján Figeľ, político eslovaco que fue comisario europeo de Educación, Formación y Cultura de 2004 a 2009
- Jozef Ľupták, profesor que participó en la Insurrección Nacional Eslovaco y fue asesinado en acción el 27 de octubre de 1944

Tenga en cuenta que a veces se encuentra una aproximación que usa un ' apóstrofe en algunos textos en inglés, por ejemplo, " L'udovit Stur " para el carácter en eslovaco correcto que quedaría como Ľudovít Štúr. Este uso incorrecto a veces es el resultado de un error de ROC.

## Ucraniano
⟨Ľ⟩ aparece en algunas versiones del alfabeto latino ucraniano (Latynka ), como en las variantes de Jireček y de Luchuk. Representa una ⟨l⟩ palatalizada, transcrita como /lʲ/. En otras versiones, se escribe como ⟨lj⟩ o ⟨li⟩.